# دیزنی کانال خاورمیانه

دیزنی کانال خاورمیانه زیر مجموعه‌ای از شرکت والت دیزنی متعلق به کانال دیزنی (کانال تلویزیونی) که خاورمیانه و آفریقای شمالی را پوشش می‌دهد.که به زبان های عربی ،یونانی و انگلیسی پخش می شود‌.